# П'єр Далем
П'єр Антуан Анрі Жозеф Далем (фр. Pierre Antoine Henri Joseph Dalem, 16 березня 1912, Льєж — 22 лютого 1993) — бельгійський футболіст, що грав на позиції півзахисника за клуб «Стандард» (Льєж), а також національну збірну Бельгії.

## Клубна кар'єра
У футболі дебютував 1931 року виступами за команду «Стандард» (Льєж), кольори якої і захищав протягом усієї своєї кар'єри гравця, що тривала дев'ять років.
| Дата       | Місто      | Господарі  | Результат | Гості      | Турнір            | Голи | Примітки |
| ---------- | ---------- | ---------- | --------- | ---------- | ----------------- | ---- | -------- |
| 31.03.1935 | Амстердам  | Нідерланди | 4 – 2     | Бельгія    | товариський матч  | -    |          |
| 14.04.1935 | Брюссель   | Бельгія    | 1 – 1     | Франція    | товариський матч  | -    |          |
| 28.04.1935 | Брюссель   | Бельгія    | 1 – 6     | Німеччина  | товариський матч  | -    |          |
| 12.05.1935 | Брюссель   | Бельгія    | 0 – 2     | Нідерланди | товариський матч  | -    |          |
| 30.05.1935 | Брюссель   | Бельгія    | 2 – 2     | Швейцарія  | товариський матч  | -    |          |
| 17.11.1935 | Брюссель   | Бельгія    | 5 – 1     | Швейцарія  | товариський матч  | -    |          |
| 16.02.1936 | Брюссель   | Бельгія    | 0 – 2     | Польща     | товариський матч  | -    |          |
| 08.03.1936 | Коломб     | Франція    | 3 – 0     | Бельгія    | товариський матч  | -    |          |
| 29.03.1936 | Амстердам  | Нідерланди | 8 – 0     | Бельгія    | товариський матч  | -    |          |
| 03.05.1936 | Брюссель   | Бельгія    | 1 – 1     | Нідерланди | товариський матч  | -    |          |
| 09.05.1936 | Брюссель   | Бельгія    | 3 – 2     | Англія     | товариський матч  | -    |          |
| 24.05.1936 | Базель     | Швейцарія  | 1 – 1     | Бельгія    | товариський матч  | -    |          |
| 21.02.1937 | Брюссель   | Бельгія    | 3 – 1     | Франція    | товариський матч  | -    |          |
| 04.04.1937 | Антверпен  | Бельгія    | 2 – 1     | Нідерланди | товариський матч  | -    |          |
| 18.04.1937 | Брюссель   | Бельгія    | 1 – 2     | Швейцарія  | товариський матч  | -    |          |
| 25.04.1937 | Ганновер   | Німеччина  | 1 – 0     | Бельгія    | товариський матч  | -    |          |
| 02.05.1937 | Роттердам  | Нідерланди | 1 – 0     | Бельгія    | товариський матч  | -    |          |
| 06.06.1937 | Белград    | Югославія  | 1 – 1     | Бельгія    | товариський матч  | -    |          |
| 10.06.1937 | Бухарест   | Румунія    | 2 – 1     | Бельгія    | товариський матч  | -    |          |
| 30.01.1938 | Париж      | Франція    | 5 – 3     | Бельгія    | товариський матч  | -    |          |
| 27.02.1938 | Роттердам  | Нідерланди | 7 – 2     | Бельгія    | товариський матч  | -    |          |
| 13.03.1938 | Люксембург | Люксембург | 2 – 3     | Бельгія    | Відбір до ЧС 1938 | -    |          |
| 29.01.1939 | Брюссель   | Бельгія    | 1 – 4     | Німеччина  | товариський матч  | -    |          |
| Усього     |            | Матчів     | 23        |            | Голів             | 0    |          |

Помер 22 лютого 1993 року на 81-му році життя.